# Lord adwokat
Lord adwokat (en. His/Her Majesty Advocate, popularnie Lord Advocate, ga.  Morair Tagraidh) – naczelny urzędnik prawny rządu szkockiego i Korony Szkocji zarówno w sprawach cywilnych jak i karnych. Jest najwyższym oskarżycielem publicznym w Szkocji i w jego imieniu sporządzane są akty oskarżenia. Lord adwokat jest jednym z Wysokich Urzędników Państwowych Szkocji.

## Lista lordów adwokatów
- 1483–1494: John Ross
- 1494–1503: James Henryson of Fordell
- 1503–1521: Richard Lawson of Heirigs
- 1521–1525: James Wishart of Pittarrow
- 1525–1538: Adam Otterburn of Reidhall
- 1527–1533: John Foulis
- 1533–1561: Henry Lauder
- ????–????: Henry Balnaves
- ????–????: Thomas Cumin
- 1561–????: John Spens of Condie
- ????–????: Robert Crichton of Eliok
- 1573–1582: David Borthwick of Lochhill
- 1582–1589: David Macgill of Cranston-Riddell
- 1589–1594: John Skene
- 1594–1594: William Hart of Livelands
- 1594–1595: Andrew Logie
- 1595–1612: Thomas Hamilton
- 1595–1595: David Macgill
- 1612–1626: William Oliphant
- 1626–1641: Thomas Hope
- 1646–????: Archibald Johnston
- ????–????: Thomas Nicholson
- 1659–1661: Archibald Primrose
- 1661–1664: John Fletcher
- 1664–1677: John Nisbet
- 1677–1687: George Mackenzie
- 1687–1688: John Dalrymple
- 1688–1689: George Mackenzie
- 1689–1692: John Dalrymple
- 1692–1709: William James Stewart
- 1709–1711: David Dalrymple
- 1711–1713: William James Stewart
- 1714–1714: Thomas Kennedy of Dunure
- 1714–1720: David Dalrymple
- 1720–1725: Robert Dundas
- 1725–1737: Duncan Forbes
- 1737–1742: Charles Erskine, lord Tinwald
- 1742–1746: Robert Craigie
- 1746–1754: William Grant, lord Prestongrange
- 1754–1760: Robert Dundas
- 1760–1766: Thomas Miller
- 1766–1775: James Montgomery
- 1775–1783: Henry Dundas
- 1783–1783: Henry Erskine
- 1783–1789: Ilay Campbell
- 1789–1801: Robert Dundas of Arniston
- 1801–1804: Charles Hope, lord Granton
- 1804–1806: James Montgomery
- 1806–1807: Henry Erskine
- 1807–1816: Archibald Colquhoun
- 1816–1819: Alexander Maconochie
- 1819–1830: William Rae
- 1830–1834: Francis Jeffrey
- 1834–1834: John Murray
- 1834–1835: William Rae
- 1835–1839: John Murray
- 1839–1841: Andrew Rutherfurd
- 1841–1842: William Rae
- 1842–1846: Duncan McNeill
- 1846–1851: Andrew Rutherfurd
- 1851–1852: James Moncreiff
- 1852–1852: Adam Anderson
- 1852–1852: John Inglis
- 1852–1858: James Moncreiff
- 1858–1858: John Inglis
- 1858–1859: Charles Baillie
- 1859–1859: David Mure
- 1859–1866: James Moncreiff
- 1866–1867: George Patton
- 1867–1868: Edward Gordon
- 1868–1869: James Moncreiff
- 1869–1874: George Young
- 1874–1876: Edward Gordon
- 1876–1880: William Watson
- 1880–1881: John McLaren
- 1881–1885: John Balfour
- 1885–1886: John Macdonald
- 1886–1886: John Balfour
- 1886–1888: John Macdonald
- 1888–1891: James Robertson
- 1891–1892: Charles Pearson
- 1892–1895: John Balfour
- 1895–1896: Charles Pearson
- 1896–1903: Andrew Murray
- 1903–1905: Charles Dickson
- 1905–1909: Thomas Shaw
- 1909–1913: Alexander Ure
- 1913–1916: Robert Munro
- 1916–1920: James Avon Clyde
- 1920–1922: Thomas Brash Morison
- 1922–1922: Charles David Murray
- 1922–1924: William Watson
- 1924–1924: Hugh Macmillan
- 1924–1929: William Watson
- 1929–1929: Alexander Munro MacRobert
- 1929–1933: Craigie Aitchison
- 1933–1935: Wilfrid Normand
- 1935–1935: Douglas Jamieson
- 1935–1941: Thomas Cooper, 1. baron Cooper of Culross
- 1941–1945: James Reid
- 1945–1947: George Thomson
- 1947–1951: John Thomas Wheatley
- 1951–1955: James Latham Clyde
- 1955–1960: William Rankine Milligan
- 1960–1962: William Grant
- 1962–1964: Ian Shearer
- 1964–1967: George Gordon Stott
- 1967–1970: Henry Stephen Wilson
- 1970–1974: Norman Wylie
- 1974–1979: Ronald King Murray
- 1979–1984: James Mackay, baron Mackay of Clashfern
- 1984–1989: Kenneth Cameron, baron Cameron of Lochbroom
- 1989–1992: Peter Fraser, baron Fraser of Carmyllie
- 1992–1995: Alan Rodger, baron Rodger of Earlsferry
- 1995–1997: Donald Mackay, baron Mackay of Drumadoon
- 1997–2000: Andrew Hardie, baron Hardie
- 2000–2006: Colin Boyd, baron Boyd of Duncansby
- 2006–2011: Elish Angiolini
- od 2011: Frank Mulholland